# Begonia barahonensis
Espèce
Synonymes
- Begonia plumieri var. barahonensis O.E.Schulz[2]

Begonia barahonensis est une espèce de plantes de la famille des Begoniaceae. Ce bégonia est originaire de République dominicaine. L'espèce a été décrite en 1911 comme Begonia plumieri var. barahonensis par Otto Eugen Schulz (1874-1936), puis élevée au rang d'espèce en 1922 par Ignaz Urban (1848-1931). L'épithète spécifique barahonensis signifie « de Barahona » en référence à Barahona, la province où ont été récoltés les types en République dominicaine.

## Répartition géographique
Cette espèce est originaire du pays suivant : République dominicaine.